# Ljungklotspindel
Ljungklotspindel (Simitidion simile) är en spindelart som först beskrevs av Carl Ludwig Koch 1836.  Ljungklotspindel ingår i släktet Simitidion och familjen klotspindlar. Arten är reproducerande i Sverige. Inga underarter finns listade i Catalogue of Life.